# 柔刚街道
柔刚街道是中华人民共和国四川省遂宁市安居区下辖的一个街道办事处。

## 行政区划
柔刚街道下辖以下村级行政区划单位：
正东社区、琼江社区、顺安社区、书院沟社区、三合碑社区、双林桥村、萝卜园村和塘河村。